# 우키요조시
우키요조시(일본어: 浮世草子)는 일본 문학에서 에도 시대에 나타난 전기 근세문학의 주요한 문예형식 중 하나. 우키요본(浮世本)이라고도 한다.
1682년에 간행된 이하라 사이카쿠의 《고쇼쿠이치다이오토코(好色一代男)》라는 획기적인 작품의 출현 이후 약 80년간 교토 지방을 중심으로 출판된 현실주의적인 서민문학이며, 이 시기의 소설계의 중심이 된 작품들이다.
내용은 서민의 향락생활이나 경제생활을 다룬 호색물(好色物)과 서민적인 것이 주류를 이루나, 이 밖에도 무사(武士)의 무용담·진담(珍談)·괴이담을 중심으로 한 잡화(雜話), 고전 연극을 번안한 것 등이 있다.
사이카쿠는 우키요죠시의 개척자로서 《고쇼쿠고닌온나(好色五人女)》 《<고쇼쿠이치타이온나(好色一代女)》 등 많은 걸작을 남겼는데, 1693년 그의 사후에는 애욕을 주제로 한 작품들을 많이 쓴 야쇼쿠 지분의 《고쇼쿠만킨탄(好色萬金丹)》(1694), 《고쇼쿠하이도쿠산(好色敗毒散)》(1702), 전기(傳奇)적인 《기케이키(義經記)》를 향락적인 서민생활로 번안한 《고젠기케이키(御前義經記)》(1700)의 니시자와 잇푸, 문명비평적인 《겐로쿠타이헤이키(元祿太平記)》(1702)를 대표작으로 하는 미야코 니시키 등의 작가들에 의한 우키요조시의 세계가 펼쳐졌다. 이들의 뒤를 이어 하치몬지 야지조, 에지마 키세키의 협력으로 《하치몬지 야혼(八文字屋本)》이 등장하고 사이카쿠의 호색물을 모방한 《게이세이 이로쟈미센(傾城色三味線)》 《게이세이킨탄키(傾城禁短氣)》 등을 출판하여 우키요조시의 중심이 되었다.

## 같이 보기
- 우키요
- 우키요에
- 가나조시
- 이하라 사이카쿠